# ديفيد بلو
ديفيد بلو (بالإنجليزية: David Blue (musician))‏ (و. 1941 – 1982 م) هو مغن، ومغن مؤلف، وممثل من الولايات المتحدة الأمريكية . ولد في بروفيدنس، رود آيلاند .

## روابط خارجية
- ديفيد بلو على موقع IMDb (الإنجليزية)
- ديفيد بلو على موقع ميوزك برينز (الإنجليزية)
- ديفيد بلو على موقع ميوزك برينز (الإنجليزية)
- ديفيد بلو على موقع أول موفي (الإنجليزية)
- ديفيد بلو على موقع قاعدة بيانات الأفلام السويدية (السويدية)
- ديفيد بلو على موقع ديسكوغز (الإنجليزية)
- ديفيد بلو على موقع قاعدة بيانات الفيلم (الإنجليزية)
- ديفيد بلو على موقع كينوبويسك (الروسية)